# Пам'ятник Степанові Бандері (Коломия)
Пам'ятник Степану Бандері в Коломиї — пам'ятник визначному українському політичному і військовому діячу, ідеологу, надхненнику національно-визвольної боротьби ОУН і УПА.
Відкритий 18 серпня 1991 у дні відзначення 750-річчя Коломиї, на день до початку державного перевороту в СРСР, на розі вулиць Степана Бандери та Івана Крип'якевича, біля вокзалу.

## Опис
Складається з бюста і постаменту, які виготовлені зі штучного світлого каменя. На постаменті вимуровапа табличка з чорного граніту з написом «Степан Бандера».
Автор — скульптор Віталій Рожик. Постамент робив кооператив «Пам'ять» з міста Галича. Реконструкцію прилеглої території проведено за проектом архітектора Віктора Мицая, 1992 позаду пам'ятника встановлено металеву огорожу.

## Історія встановлення
Пам'ятник Степанові Бандеру у Коломиї — точна копія пам'ятника, встановленого у рідному селі Степана Бандери — Старому Угринові Калуського району Івано-Франківської обл., що його руйнували невідомі диверсанти (очевидно, спецелужби колишнього СРСР) на світанку 10 липня 1991. Увечері того ж дня на Вічевому майдані в Коломиї відбулося багатолюдне віче на знак протесту проти повторної руйнації пам'ятника Провідникові ОУН Степанові Бандері (уперше пам'ятник на батьківщині Степана Бандери підірвали вибухівкою 30 грудня 1990).
Народні збори в Коломиї вимагали від Коломийської міської Ради народних депутатів присвоїти одній з вулиць міста ім'я Степана Бандери і встановити йому пам'ятник у Коломиї. Учасники віча зібрали 1093 крб. на спорудження монумента. 19 липня 1991 міська Рада прийняла ухвалу «Про встановлення пам'ятника Степанові Бандері в м. Коломиї і перейменування вул. Першотравневої на вул. Степана Бандери», а депутати цього ж дня склали 363 крб. на будівництво пам'ятника.

## Урочисте відкриття
Спорудження пам'ятника значною мірою виконували активісти демократичних об'єднань і добровольці у позаробочий час і безкоштовно, а місце встановлення пам'ятника цілодобово охороняли аж до дня відкриття. У відкритті взяли участь керівники міста і області, виступали голова міста В. Машталер, керівник місцевого НРУ Б. Волошииський, заступник голови облвиконкому Б. Мелінишин, краєзнавці П. Арсенич і С. Андріїшин, гості з-за кордону — Р. Зварич (США) та С. Григорців (Австралія), єпископ УГКЦ Павло (Василик), колишні політв'язні І. Кейван, І. Недільський та інші. Відслонили пам'ятник Степану Бандері в'язень комуністичних концтаборів В. Глива і маленький коломиєць. До постаменту лягла грудочка землі з могили Провідника ОУН у Мюнхені.